# Politisches System Irlands
Die Republik Irland ist ein souveräner Staat mit einer repräsentativen Demokratie unter einem parlamentarischen System mit Präsident, Premierminister und Parlament. Die Hauptstadt ist Dublin und Irland ist Teil der Europäischen Union und der Eurozone. Die zwei größten Parteien sind Fianna Fáil und Fine Gael.
Im Demokratieindex 2024 belegt Irland Platz 8 von 167 Ländern, womit es als eine „vollständige Demokratie“ gilt.

## Staat

### Verfassung
Die Verfassung, offiziell Bunreacht na hÉireann genannt, ist die oberste Gesetzesebene in Irland und liberal demokratisch ausgeprägt. In ihr werden die Regierungsorgane definiert, sie gewährt die fundamentalen Rechte. Die Verfassung kann per Verfassungsänderung geändert werden, über die per Referendum abgestimmt werden muss.

### Staatsoberhaupt
Der Präsident (Uachtarán) bekleidet das höchste Amt Irlands, ist de facto Staatsoberhaupt und hat, neben einigen exklusiven Rechten, großteils zeremonielle Aufgaben. Der Präsident wird durch direkte und geheime Wahl vom Volk gewählt, die Kandidaten werden von den Parteien vorgeschlagen. Die Amtszeit beträgt 7 Jahre, maximal sind zwei Amtszeiten zulässig.

### Exekutive
Die Exekutivmacht wird durch das Kabinett (Regierung) ausgeübt. Die Regierung besteht aus dem Premierminister (Taoiseach), dem Vize-Premier (Tánaiste) sowie aus bis zu 13 weiteren Ministern und ist de jure kollektives Staatsoberhaupt. Der Taoiseach wird durch das Dáil nominiert und durch den Präsidenten eingesetzt. Die übrigen Minister werden durch den Taoiseach nominiert und vom Dáil akzeptiert (oder auch nicht). Die Regierung benötigt das Vertrauen des Dáil Éireann – sollte sie es nicht mehr besitzen, muss der Taoiseach entweder zurücktreten oder den Präsidenten bitten, das Dáil aufzulösen, was eine Neuwahl zur Folge hat.

### Legislative
Das Parlament der Republik Irland ist das Oireachtas. Es besteht aus dem irischen Präsidenten sowie den zwei Häusern Dáil Éireann (Repräsentantenhaus, Unterhaus) und Seanad Éireann (Senat, Oberhaus). Das Dáil ist der dominierende Teil der Legislative, da der Präsident (nahezu) kein Veto gegen Gesetzesvorschläge einlegen und der Senat Gesetze lediglich aufschieben, aber nicht ablehnen kann.
Das Dáil wird mindestens alle 5 Jahre direkt unter dem System der Single transferable vote gewählt. Das Frauenwahlrecht führte Irland 1922 ein. Seit den 1990er Jahren gab es im Dail keine Einparteienmehrheit, so dass Koalitionsregierungen mittlerweile üblich sind.
Der Senat ist ein großteils beratendes Organ und besteht aus 60 Mitgliedern: 11 durch den Taoiseach, 6 durch nationale Universitäten und 43 von verschiedenen Wahllisten bestimmt. Der Senat kann Gesetzesentwürfe lediglich bis zu 90 Tage aufschieben, nicht aber ablehnen.

### Judikative
Das Gerichtssystem in Irland besteht aus dem Supreme Court, dem High Court sowie diversen untergeordneten Gerichten. Richter werden durch die Regierung nominiert, durch den irischen Präsidenten eingesetzt und können lediglich bei schweren Amtsvergehen ihres Amtes enthoben werden.

### Kreisverwaltung(local government)
Die Kreisverwaltung in Irland wird durch den Local Government Act aus dem Jahr 2001 geregelt, der eine zweischichtige Struktur einführte.
Die oberste Schicht besteht aus 29 county councils (Grafschaftsräte). 24 der 26 (traditionellen) Grafschaften in Irland haben einen, Dublin hat drei (Fingal, South Dublin und Dún Laoghaire-Rathdown) und Tipperary zwei (Nord- und Süd-Tipperary) solcher Räte. Dazu kommen die city councils (Stadträte) von Dublin, Cork, Galway, Limerick und Waterford, die den county councils gleichgestellt sind.
Die zweite Schicht besteht aus den town councils (Ortsräte). Die Stadträte von Kilkenny sowie Sligo, Drogheda, Clonmel und Wexford dürfen den Titel borough council (Bezirksrat) anstelle von town council tragen, haben ansonsten aber keine weitergehenden Befugnisse.
Die verschiedenen Kreisverwaltungen haben ihre Verantwortlichkeiten z. B. in den Bereichen Planung, Straßen, Abwasser und Büchereiwesen. Jeder Rat hat einen offiziellen Vorsitzenden (chief executive of the council), der gleichzeitig ein Staatsbeamter ist, der durch die Civil Service and Local Appointments Commission eingesetzt wird. Der irische Minister für Umwelt, Kulturerbe und Kreisverwaltung (Irish Minister for the Environment, Heritage and Local Government) ist für die örtlichen Verwaltungen und anhängenden Aufgaben verantwortlich.
Nach der Abschaffung der Grundbesitzsteuern in den späten 1970er Jahren wurde es für die Räte immer schwieriger, Finanzmittel zu erhalten, so dass Gebühren auf Wasser und Abfälle erhoben wurden, die in manchen Gebieten aber im großen Stil nicht bezahlt wurden. Daher sind die Räte stark von der finanziellen Unterstützung durch die Regierung abhängig, was zu einem stark zentralisierten System der lokalen Regierungen führte.

### Nord-Süd Ministerialrat
Unter dem Karfreitagsabkommen und Artikel 3 der Verfassung koordinieren ein Nord-Süd Ministerialrat (North-South Ministerial Council) sowie 6 Nord-Süd Durchführungs-Gremien die gemeinsamen Aktivitäten der Republik Irland und Nordirlands und besitzen begrenzte Exekutivmacht auf der gesamten Insel. Das Fortbestehen dieses Rates ist aktuell ungewiss.

## Parteien
Eine Reihe von politischen Parteien sind im Daíl vertreten und Koalitionsregierungen sind seit den 1990er Jahren üblich. Keine der beiden stärksten Parteien Fianna Fáil und Fine Gael charakterisiert sich über die Rechts-links-Einteilung. Drittstärkste Partei ist die Mitte-links-Labour-Party. Ebenfalls linksgerichtet sind die Grünen, Sinn Féin, die Communist Party of Ireland, die Workers Party sowie die Socialist Party. Die Progressive Democrats, eine liberale Partei, wurden am 8. November 2008 aufgelöst. Neben diesen Parteien spielen auch Unabhängige Kandidaten eine große Rolle in der irischen Politik.

## Derzeitige Regierung (Wahl 2016)
Die Regierung von Enda Kenny wurde bei den Wahlen zum Dáil Éireann 2016 knapp im Amt bestätigt. 2017 später trat Kenny zurück, worauf Leo Varadkar die Regierungsgeschäfte übernahm.
- Taoiseach (Ministerpräsident) – Leo Varadkar (FG)
- Tánaiste (Vizeministerpräsident) und Außen- und Handelsminister (mit besonderen Aufgaben durch den Brexit) – Simon Coveney (FG)
- Finanzminister und Minister für Staatsausgaben und Reformen – Paschal Donohoe (FG);
- Bildungs- und Wissenschaftsminister Richard Bruton (FG);
- Gesundheitsminister – Simon Harris (FG);
- Minister für Justiz und Gleichbehandlung – Charles Flanagan (FG);
- Ministerin für Kultur, kulturelles Erbe und die Gaeltacht – Josepha Madigan (FG);
- Ministerin für Kinder und Jugendangelegenheiten – Katherine Zappone (unabhängig);
- Minister für Transport, Tourismus und Sport – Shane Ross (unabhängig);
- Minister für Kommunikation, Klimaschutz und Umwelt – Denis Naughten (FG);
- Minister für Landwirtschaft, Ernährung und marine Angelegenheiten – Michael Creed (FG);
- Ministerin für Handel, Gewerbe und Innovation – Heather Humphreys (FG);
- Ministerin für Arbeit und soziale Sicherheit – Regina Doherty (FG);
- Minister für ländliche und kommunale Entwicklung – Michael Ring (FG);
- Minister für Wohnen, Planung und lokale Verwaltung – Eoghan Murphy (FG);